# Stora Hundsjön, Hälsingland
Stora Hundsjön är en sjö i Hudiksvalls kommun i Hälsingland och ingår i Delångersåns huvudavrinningsområde. Sjön har en area på 0,636 kvadratkilometer och ligger 328,2 meter över havet. Sjön avvattnas av vattendraget Hundsjöbäcken.

## Delavrinningsområde
Stora Hundsjön ingår i det delavrinningsområde (689697-151783) som SMHI kallar för Mynnar i Östra Geasjön. Medelhöjden är 340 meter över havet och ytan är 9,62 kvadratkilometer. Det finns inga avrinningsområden uppströms utan avrinningsområdet är högsta punkten. Hundsjöbäcken som avvattnar avrinningsområdet har biflödesordning 3, vilket innebär att vattnet flödar genom totalt 3 vattendrag innan det når havet efter 119 kilometer. Avrinningsområdet består mestadels av skog (90 procent). Avrinningsområdet har 0,64 kvadratkilometer vattenytor vilket ger det en sjöprocent på 6,6 procent.